# Vera Fischer
Vera Fischer (Blumenau, Santa Catarina, 27 de noviembre de 1951) es una actriz brasileña. Fue Miss Brasil en 1969.

## Biografía
Nació en el estado de Santa Catarina, en el sur de Brasil, dentro de una familia de ascendencia alemana. Nunca tuvo buena relación con su padre, que apoyaba la ideología nazi y en ocasiones la obligaba a leer sobre Adolf Hitler, abatiéndola mucho.

## Carrera
En 1969 obtuvo el título de Miss Brasil, con el que ganó proyección nacional. Después, se mudó a la ciudad de Río de Janeiro, donde inició su carrera haciendo telenovelas y otras producciones. 
En 1971 se casó con el actor Perry Salles, con quien tuvo a su primera hija Rafaela nacida el 3 de marzo de 1979. En 1987, cuando grababa la telenovela Mandala, comenzó una relación amorosa con el actor Felipe Camargo. Después de que esta relación fue descubierta, y tras violentas y evidentes peleas, Vera y Perry se divorciaron luego de 16 años de matrimonio.
Al pasar el escándalo, la actriz y Felipe Camargo se casaron, y en 1993 tuvieron un hijo llamado Gabriel. Después de consumar este segundo matrimonio y acercarse al alcohol y a las drogas, Vera perdió la custodia de su hijo. 
Al pasar el tiempo y haber estabilizado su vida de excesos, la actriz buscó recuperar la custodia de su hijo menor, y ha escrito dos autobiografías.
En 2018 volvió a la televisión después de 6 años, con tres trabajos. Una pequeña participación en Malhação: Vidas Brasileiras como Ana Tanquerey, otro en la telenovela Espelho Da Vida como Maria do Carmo y en la miniserie Assédio como Haydée.

## Televisión

### Telenovelas
- 2018 Espelho da Vida - Maria do Carmo Vilela (Carmo)
- 2012 La guerrera - Irina
- 2011 Insensato corazón - Catarina Diniz
- 2009 Chamados - Melissa
- 2009 India, una historia de amor - Chiara
- 2003 Ahora es que son ellas - Antônia
- 2001 El clon - Yvete
- 2000 Lazos de familia - Helena Lacerda
- 1998 Pecado Capital - Laura
- 1994 Patria Mía - Lídia Laport
- 1992 Perigosas Peruas - Cidinha
- 1990 Riacho Doce - Eduarda
- 1987 Mandala - Jocasta Silveira
- 1981 Brillante - Luíza Sampaio
- 1980 Corazón Alado - Vívian
- 1979 Los Gigantes - Helena
- 1978 Señal de Alerta - Sulamita Montenegro
- 1977 Espejo Mágico - Diana Queiroz/Débora

### Miniseries
- 2018 Assédio - Haydée
- 2007 Amazonia, de Gálvez a Chico Mendes - Lola
- 1993 Agosto - Alice
- 1990 Dulce Corriente - Eduarda
- 1990 Deseo - Saninha (Ana de Assis)

### Participaciones especiales
- 2018 Malhação: Vidas Brasileiras - Ana Tanquerey
- 2011 Insensato corazón - Catarina
- 2008 Duas caras - Dolores
- 2005 América - Úrsula
- 2004 Señora del destino - Vera Robinson
- 1996 El rey del ganado - Nena Mezenga

## Cine
- 2002 Xuxa y los Duendes 2 - En el camino de las hadas - Rainha Dara
- 1997 Navaja en la Carne - Neusa Suely
- 1991 Para Siempre - Per sempre (Italia)
- 1990 El Quinto Macaco - Mrs. Watts
- 1989 Extremadamente Loca - Letícia
- 1984 Amor Voraz - Anna
- 1984 Quilombo - Ana de Ferro
- 1982 Amor, extraño amor - Anna (drama, muy controversial por sus escenas eróticas)
- 1981 Bonita más Ordinaria u Otto Lara Rezende - Bonitinha
- 1981 Te Amo - Barbara Bergman
- 1980 Perdoname por me traíres - Judite
- 1975 Intimidad - Tânia Velasco
- 1974 Las Delícias de la Vida - Fernanda
- 1974 Esa Gostoza Brincadera de a Dos - Lídia
- 1974 Macho y Hembra - Juliano (mujer)
- 1973 Ángel rubio - Laura
- 1973 La Supermujer
- 1972 Señal Roja - Las mujeres

## Teatro
- Porcelana fina (2006) - Júlia
- La Primera Noche de un Hombre (peza) (2004) - Mrs. Robinson
- Gata en Techo de Zinc Caliente (1998) - Maggie "La Gata" Pollitt
- Deseo (1993) - Abbie
- Macbeth (1992) - Lady Macbeth
- Negocios de estado (1984/1986) Irene